# Rajon Perwomajskyj
Der Rajon Perwomajskyj (ukrainisch Первомайський район/Perwomajskyj rajon; russisch Первомайский район/Perwomaiski rajon) war eine Verwaltungseinheit innerhalb der Oblast Charkiw im Osten der Ukraine. Der Rajon, welcher 1923 und nochmals 1965 gegründet wurde, hatte eine Fläche von 1225 km² und eine Bevölkerung von etwa 15.000 Einwohnern. Der Verwaltungssitz befand sich in der namensgebenden Stadt Perwomajskyj, diese war jedoch selbst kein Teil des Rajons, sondern stand unter Oblastverwaltung.
Am 17. Juli 2020 kam es im Zuge einer großen Rajonsreform zum Anschluss des Rajonsgebietes an den Rajon Losowa.
Auf kommunaler Ebene war der Rajon in 18 Landratsgemeinden unterteilt, denen jeweils einzelne Ortschaften untergeordnet waren.
Zum Verwaltungsgebiet gehörten:
- 53 Dörfer
- 5 Ansiedlungen